# Узкоротые
Узкоротые (лат. Stenolaemata) — класс морских беспозвоночных животных из типа мшанок.
Узкоротые образуют особый класс мшанок, представители которого обитают исключительно в солёных водах. В настоящее время он представлен всего одним отрядом Cyclostomatida. Впервые зафиксированы в отложениях нижнего ордовикского периода, около 488 млн лет назад. Во времена от ордовика и до перми существовали ещё несколько отрядов узкоротых. Сохранившийся отряд этих животных включает в себя около 175 различных видов. Наибольшее распространение узкоротые имели в меловой период. 

## Строение
Цистиды этих животных удлинённой формы, цилиндрические и заострены в задней части. Открытые поры на телах соседствующих организмов создают возможность между ними обмена веществ. У узкоротых отсутствует какая-либо мускулатура. Развитие и вынашивание яиц происходит в гонозооидах. 

## Классификация
На август 2019 года в класс включают 7 отрядов, из которых 6 вымерли:
- † Отряд Cryptostomida (ордовик — пермь)
- Отряд Cyclostomatida (со времён ордовикского периода)
- † Отряд Cystoporida (ордовик — пермь)
- † Отряд Esthonioporata (ордовик — карбон)
- † Отряд Fenestrida (ордовик — пермь)
- † Отряд Melicerititida (мел — палеоген)
- † Отряд Trepostomatida (ордовик — триас)